# Johann Tobias Dressel

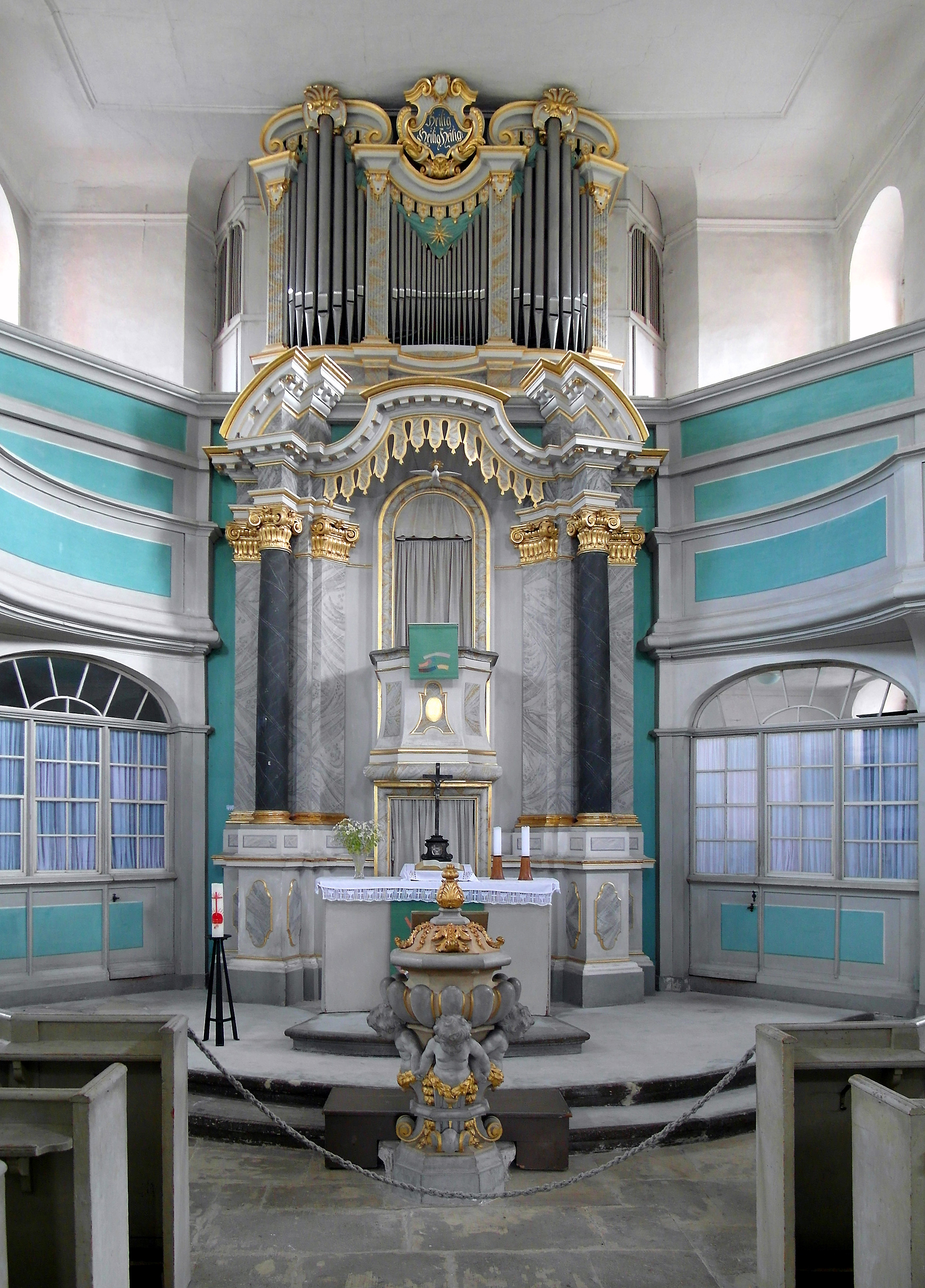
Orgel in Schmiedewald (1716)

Johann Tobias Dressel (* 18. März 1687 in Buchholz; † 24. November 1758 ebenda) war ein sächsischer Orgelbauer.

## Leben
Der Sohn des Orgelbauers Tobias Dressel (1635–1717) erlernte wie dieser den Orgelbau. Er übernahm die väterliche Werkstatt in der erzgebirgischen Bergstadt Buchholz. Von ihm stammen unter anderem Orgeln in Freiberg, Großolbersdorf, Hof (Saale), Lengefeld, Oberwiesenthal, Schmiedeberg und in der Schlosskapelle Weesenstein.